# Internazionali d'Italia 2025 - Qualificazioni singolare femminile
Le qualificazioni del singolare femminile degli Internazionali d'Italia 2025 sono un torneo di tennis preliminare per accedere alla fase finale della manifestazione disputate il 5 e 6 maggio 2025. Le vincitrici dell'ultimo turno sono entrate di diritto nel tabellone principale. In caso di ritiro di una o più giocatrici aventi diritto, a queste sono subentrate le lucky loser, ossia le giocatrici che avevano perso nell'ultimo turno ma che avevano una classifica più alta rispetto alle altre partecipanti che avevano comunque perso nel turno finale.

## Teste di serie
1. Katie Volynets (qualificata)
2. Anna Blinkova (qualificata)
3. Zeynep Sönmez (primo turno)
4. Maya Joint (qualificata)
5. Ajla Tomljanovic (qualificata)
6. Tatjana Maria (primo turno)
7. Bernarda Pera (primo turno)
8. Maria Sakkarī (qualificata)
9. Kamilla Rachimova (ultimo turno, lucky loser)
10. Emiliana Arango (qualificata)
11. Elena-Gabriela Ruse (qualificata)
12. Hailey Baptiste (qualificata)

1. Anca Todoni (ultimo turno, ritirata)
2. Olivia Gadecki (ultimo turno, lucky loser)
3. Viktorija Golubic (ultimo turno, lucky loser)
4. Arantxa Rus (qualificata)
5. Cristina Bucșa (primo turno)
6. Laura Siegemund (ultimo turno, lucky loser)
7. Jil Teichmann (ultimo turno, lucky loser)
8. Erika Andreeva (primo turno)
9. Julija Starodubceva (primo turno)
10. Anna Bondár (qualificata)
11. Yuan Yue (primo turno)
12. Anastasija Zacharova (primo turno)

## Qualificate
1. Katie Volynets
2. Anna Blinkova
3. Anna Bondár
4. Maya Joint
5. Ajla Tomljanovic
6. Antonia Ružić

1. Arantxa Rus
2. Maria Sakkarī
3. Victoria Mboko
4. Emiliana Arango
5. Elena-Gabriela Ruse
6. Hailey Baptiste

### Lucky loser
1. Olivia Gadecki
2. Kamilla Rachimova
3. Viktorija Golubic

1. Laura Siegemund
2. Jil Teichmann

## Tabellone

### Legenda
| - Q = Qualificato - WC = Wild card - LL = Lucky loser | - ALT = Alternate - SE = Special Exempt - PR = Protected Ranking | - w/o = Walkover - r = Ritirato - d = Squalificato |

### Sezione 1
|  | Primo turno | Primo turno          | Primo turno       | Primo turno | Primo turno |  |  | Ultimo turno | Ultimo turno      | Ultimo turno      | Ultimo turno | Ultimo turno |  |
|  |             |                      |                   |             |             |  |  |              |                   |                   |              |              |  |
|  | 1           | Katie Volynets       | 2                 | 6           | 6           |  |  |              |                   |                   |              |              |  |
|  |             | Aljaksandra Sasnovič | 6                 | 3           | 4           |  |  | 1            | Katie Volynets    | Katie Volynets    | 6            | 6            |  |
|  |             | Varvara Lepchenko    | Varvara Lepchenko | 6           | 6           |  |  |              | Varvara Lepchenko | Varvara Lepchenko | 2            | 4            |  |
|  | 20          | Ėrika Andreeva       | Ėrika Andreeva    | 2           | 3           |  |  |              |                   |                   |              |              |  |

### Sezione 2
|  | Primo turno | Primo turno   | Primo turno   | Primo turno | Primo turno |  |  | Ultimo turno | Ultimo turno  | Ultimo turno  | Ultimo turno  | Ultimo turno |  |
|  |             |               |               |             |             |  |  |              |               |               |               |              |  |
|  | 2           | Anna Blinkova | Anna Blinkova | 6           | 6           |  |  |              |               |               |               |              |  |
|  | WC          | Lisa Pigato   | Lisa Pigato   | 4           | 2           |  |  | 2            | Anna Blinkova | Anna Blinkova | Anna Blinkova | w/o          |  |
|  |             | Harriet Dart  | Harriet Dart  | 2           | 2           |  |  | 13           | Anca Todoni   | Anca Todoni   | Anca Todoni   |              |  |
|  | 13          | Anca Todoni   | Anca Todoni   | 6           | 6           |  |  |              |               |               |               |              |  |

### Sezione 3
|  | Primo turno | Primo turno   | Primo turno  | Primo turno | Primo turno |  |  | Ultimo turno | Ultimo turno | Ultimo turno | Ultimo turno | Ultimo turno |  |
|  |             |               |              |             |             |  |  |              |              |              |              |              |  |
|  | 3           | Zeynep Sönmez | 5            | 6           | 3           |  |  |              |              |              |              |              |  |
|  |             | Ella Seidel   | 7            | 2           | 6           |  |  |              | Ella Seidel  | Ella Seidel  | 5            | 4            |  |
|  | PR          | Alizé Cornet  | Alizé Cornet | 4           | 4           |  |  | 22           | Anna Bondár  | Anna Bondár  | 7            | 6            |  |
|  | 22          | Anna Bondár   | Anna Bondár  | 6           | 6           |  |  |              |              |              |              |              |  |

### Sezione 4
|  | Primo turno | Primo turno       | Primo turno | Primo turno | Primo turno |  |  | Ultimo turno | Ultimo turno      | Ultimo turno | Ultimo turno | Ultimo turno |  |
|  |             |                   |             |             |             |  |  |              |                   |              |              |              |  |
|  | 4           | Maya Joint        | Maya Joint  | 6           | 6           |  |  |              |                   |              |              |              |  |
|  |             | María Carlé       | María Carlé | 3           | 1           |  |  | 4            | Maya Joint        | 4            | 7            | 6            |  |
|  | PR          | Yanina Wickmayer  | 6           | 3           | 3           |  |  | 15           | Viktorija Golubic | 6            | 5            | 2            |  |
|  | 15          | Viktorija Golubic | 2           | 6           | 6           |  |  |              |                   |              |              |              |  |

### Sezione 5
|  | Primo turno | Primo turno         | Primo turno         | Primo turno | Primo turno |  |  | Ultimo turno | Ultimo turno     | Ultimo turno     | Ultimo turno | Ultimo turno |  |
|  |             |                     |                     |             |             |  |  |              |                  |                  |              |              |  |
|  | 5           | Ajla Tomljanovic    | Ajla Tomljanovic    | 6           | 6           |  |  |              |                  |                  |              |              |  |
|  | WC          | Angelica Raggi      | Angelica Raggi      | 2           | 1           |  |  | 5            | Ajla Tomljanovic | Ajla Tomljanovic | 6            | 6            |  |
|  | WC          | Nicole Fossa Huergo | Nicole Fossa Huergo | 2           | 0           |  |  | 14           | Olivia Gadecki   | Olivia Gadecki   | 1            | 3            |  |
|  | 14          | Olivia Gadecki      | Olivia Gadecki      | 6           | 6           |  |  |              |                  |                  |              |              |  |

### Sezione 6
|  | Primo turno | Primo turno   | Primo turno   | Primo turno | Primo turno |  |  | Ultimo turno | Ultimo turno  | Ultimo turno  | Ultimo turno | Ultimo turno |  |
|  |             |               |               |             |             |  |  |              |               |               |              |              |  |
|  | 6           | Tatjana Maria | Tatjana Maria | 0           | 1           |  |  |              |               |               |              |              |  |
|  |             | Jule Niemeier | Jule Niemeier | 6           | 6           |  |  |              | Jule Niemeier | Jule Niemeier | 3            | 3            |  |
|  |             | Antonia Ružić | Antonia Ružić | 6           | 6           |  |  |              | Antonia Ružić | Antonia Ružić | 6            | 6            |  |
|  | 23          | Yuan Yue      | Yuan Yue      | 3           | 4           |  |  |              |               |               |              |              |  |

### Sezione 7
|  | Primo turno | Primo turno         | Primo turno         | Primo turno | Primo turno |  |  | Ultimo turno | Ultimo turno | Ultimo turno | Ultimo turno | Ultimo turno |  |
|  |             |                     |                     |             |             |  |  |              |              |              |              |              |  |
|  | 7           | Bernarda Pera       | 3                   | 6           | 3           |  |  |              |              |              |              |              |  |
|  |             | Wang Xiyu           | 6                   | 3           | 6           |  |  |              | Wang Xiyu    | Wang Xiyu    | 2            | 2            |  |
|  | WC          | Anastasia Abbagnato | Anastasia Abbagnato | 1           | 4           |  |  | 16           | Arantxa Rus  | Arantxa Rus  | 6            | 6            |  |
|  | 16          | Arantxa Rus         | Arantxa Rus         | 6           | 6           |  |  |              |              |              |              |              |  |

### Sezione 8
|  | Primo turno | Primo turno         | Primo turno | Primo turno | Primo turno |  |  | Ultimo turno | Ultimo turno    | Ultimo turno | Ultimo turno | Ultimo turno |  |
|  |             |                     |             |             |             |  |  |              |                 |              |              |              |  |
|  | 8           | Maria Sakkarī       | 4           | 6           | 6           |  |  |              |                 |              |              |              |  |
|  |             | Chloé Paquet        | 6           | 3           | 2           |  |  | 8            | Maria Sakkarī   | 3            | 6            | 6            |  |
|  |             | Maja Chwalińska     | 6           | 7           | 6           |  |  |              | Maja Chwalińska | 6            | 3            | 1            |  |
|  | 21          | Julija Starodubceva | 7           | 5           | 1           |  |  |              |                 |              |              |              |  |

### Sezione 9
|  | Primo turno | Primo turno         | Primo turno         | Primo turno | Primo turno |  |  | Ultimo turno | Ultimo turno      | Ultimo turno | Ultimo turno | Ultimo turno |  |
|  |             |                     |                     |             |             |  |  |              |                   |              |              |              |  |
|  | 9           | Kamilla Rachimova   | Kamilla Rachimova   | 6           | 6           |  |  |              |                   |              |              |              |  |
|  |             | Leyre Romero Gormaz | Leyre Romero Gormaz | 3           | 0           |  |  | 9            | Kamilla Rachimova | 6            | 1            | 1            |  |
|  | WC          | Victoria Mboko      | Victoria Mboko      | 6           | 6           |  |  | WC           | Victoria Mboko    | 4            | 6            | 6            |  |
|  | 17          | Cristina Bucșa      | Cristina Bucșa      | 3           | 2           |  |  |              |                   |              |              |              |  |

### Sezione 10
|  | Primo turno | Primo turno          | Primo turno     | Primo turno | Primo turno |  |  | Ultimo turno | Ultimo turno    | Ultimo turno | Ultimo turno | Ultimo turno |  |
|  |             |                      |                 |             |             |  |  |              |                 |              |              |              |  |
|  | 10          | Emiliana Arango      | Emiliana Arango | 6           | 6           |  |  |              |                 |              |              |              |  |
|  |             | Marina Stakusic      | Marina Stakusic | 4           | 4           |  |  | 10           | Emiliana Arango | 4            | 7            | 3            |  |
|  |             | Léolia Jeanjean      | 2               | 6           | 7           |  |  |              | Léolia Jeanjean | 6            | 5            | 0r           |  |
|  | 24          | Anastasija Zacharova | 6               | 4           | 5           |  |  |              |                 |              |              |              |  |

### Sezione 11
|  | Primo turno | Primo turno         | Primo turno         | Primo turno | Primo turno |  |  | Ultimo turno | Ultimo turno        | Ultimo turno        | Ultimo turno | Ultimo turno |  |
|  |             |                     |                     |             |             |  |  |              |                     |                     |              |              |  |
|  | 11          | Elena-Gabriela Ruse | Elena-Gabriela Ruse | 6           | 7           |  |  |              |                     |                     |              |              |  |
|  |             | Solana Sierra       | Solana Sierra       | 2           | 5           |  |  | 11           | Elena-Gabriela Ruse | Elena-Gabriela Ruse | 7            | 6            |  |
|  |             | Daria Saville       | Daria Saville       | 4           | 1           |  |  | 18           | Laura Siegemund     | Laura Siegemund     | 5            | 2            |  |
|  | 18          | Laura Siegemund     | Laura Siegemund     | 6           | 6           |  |  |              |                     |                     |              |              |  |

### Sezione 12
|  | Primo turno | Primo turno       | Primo turno       | Primo turno | Primo turno |  |  | Ultimo turno | Ultimo turno    | Ultimo turno    | Ultimo turno | Ultimo turno |  |
|  |             |                   |                   |             |             |  |  |              |                 |                 |              |              |  |
|  | 12          | Hailey Baptiste   | Hailey Baptiste   | 6           | 7           |  |  |              |                 |                 |              |              |  |
|  | PR          | Storm Hunter      | Storm Hunter      | 0           | 62          |  |  | 12           | Hailey Baptiste | Hailey Baptiste | 7            | 7            |  |
|  | WC          | Federica Di Sarra | Federica Di Sarra | 3           | 2           |  |  | 19           | Jil Teichmann   | Jil Teichmann   | 6            | 5            |  |
|  | 19          | Jil Teichmann     | Jil Teichmann     | 6           | 6           |  |  |              |                 |                 |              |              |  |